# Where'd You Go, Bernadette
Where'd You Go, Bernadette é um filme de comédia dramática norte-americano de 2019 dirigido por Richard Linklater e esrito por Linklater, Holly Gent e Vice Palmo. Baseado na história homônima de Mari Semple, é estrelado por Cate Blanchett, Billy Crudup, Kristen Wiig, Judy Greer e Laurence Fishburne.
O filme foi lançado em 16 de agosto de 2019 por intermédio da Annapurna Pictures e da United Artists Releasing. Após o lançamento, angariou críticas mistas.

## Elenco
- Cate Blanchett como Bernadette Fox
- Billy Crudup como Elgin Branch
- Emma Nelson como Bee Branch
- Kristen Wiig como Audrey Griffin
- James Urbaniak como Marcus Strang
- Judy Greer como Dr. Janelle Kurtz
- Troian Bellisario como Becky
- Zoë Chao como Soo-Lin Lee-Segal
- Laurence Fishburne como Paul Jellinek
- Claudia Doumit como Iris
- Katelyn Statton as Vivian
- Steve Zahn como David Walker
- Megan Mullally como Judy Toll
- Richard Robichaux como Floyd the pharmacist
- Jóhannes Haukur Jóhannesson como Captain J. Rouverol

## Recepção crítica
No agregador de avaliações Rotten Tomatoes, Where'd You Go, Bernadette conta com aprovação de 47%, baseada em 129 críticas, e uma média de 5,59/10. No Metacritic, o filme tem uma nota de 51 de 100 pontos, baseada em 39 críticas que indicam "avaliações mistas ou medianas".